# Cyców
Cyców is een dorp in het Poolse woiwodschap Lublin, in het district Łęczyński. De plaats maakt deel uit van de gemeente Cyców en telt 1200 inwoners.